# Lâu đài Hluboká

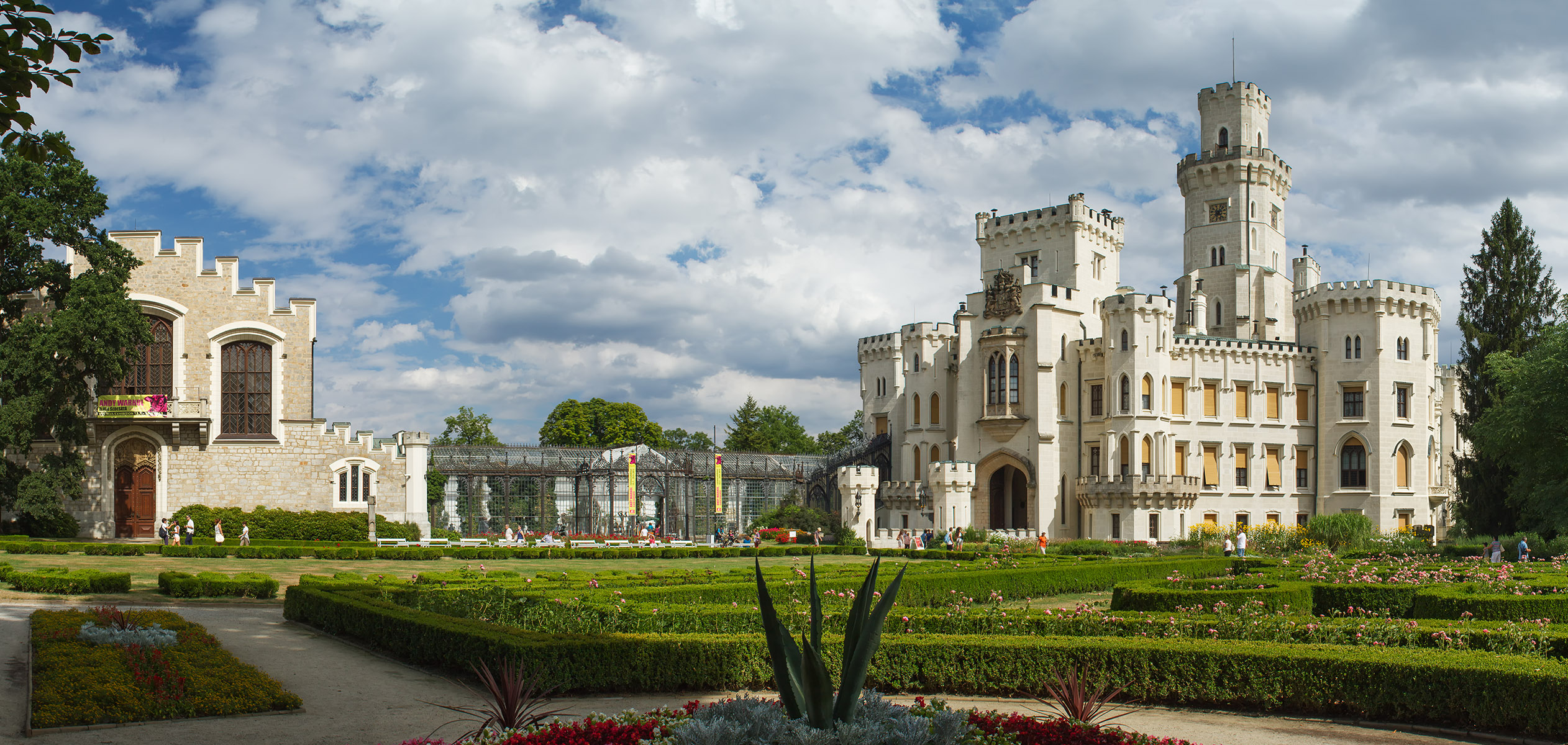
Lâu đài ở Hluboká nad Vltavou

Hluboká (tiếng Đức: Frauenberg) là một lâu đài mang tính lịch sử nằm tại thị trấn Hluboká nad Vltavou. Hluboká được đánh giá là một trong những lâu đài đẹp nhất tại Cộng hòa Séc.

## Du lịch
Có thể nói, Hluboká là một trong những lâu đài nổi tiếng nhất và thường được khách du lịch ghé thăm nhiều nhất. Tính đến năm 2019, Hluboká đã trở thành địa danh được ghé thăm nhiều thứ 3 tại Séc, với 293.000 lượt du khách tham quan.

## Lịch sử

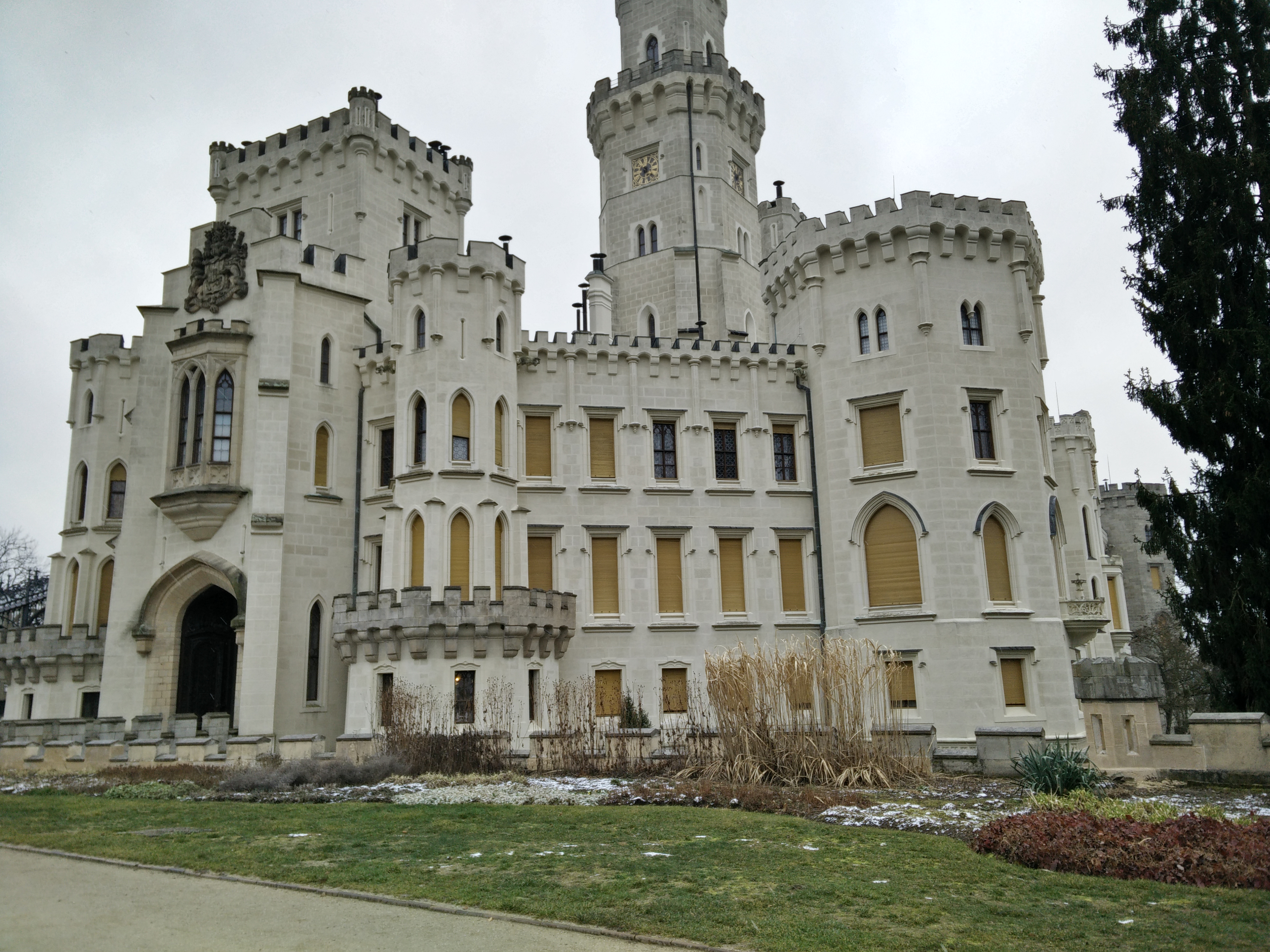
Lâu đài nhìn từ phía cửa trước

Lâu đài Hluboká được xây dựng vào khoảng nửa sau thế kỷ 13 theo phong cách Gothic. Theo dòng lịch sử, tòa lâu đài đã được trùng tu nhiều lần. Lần đầu tiên là vào thời kỳ Phục Hưng, Hluboká đã được xây thêm để mở rộng không gian. Tiếp đó, vào đầu thế kỷ 18, theo lệnh của Adam Franz von Schwarzenberg, Hluboká được cho xây lại theo phong cách Baroque. Chỉ đến thế kỷ 19, tòa lâu đài mới đạt tới vẻ hoàn mỹ như hiện giờ, do Johann Adolf II von Schwarzenberg đã cho sửa lại theo phong cách  lãng mạn của lâu đài Windsor, Vương Quốc Anh.
Dòng họ Schwarzenberg sở hữu lâu đài này từ năm 1661, khi công tước Johann Adolf von Schwarzenberg mua lại nó từ người thừa kế của Baltasar Marradas. Gia tộc này sống trong lâu đài Hluboká cho đến tận năm 1939. Sau đó, hậu duệ nhà Schwarzenberg là Johann Adolf II đã phải bỏ lại lâu đài và di cư ra nước ngoài để trốn khỏi Đức Quốc xã. Năm 1947, gia tộc Schwarzenberg mất hết tài sản tại Séc vì đạo luật Lex Schwarzenberg.
Hiện tại, lâu đài Hluboká đã trở thành Di sản Văn hóa Quốc gia của Cộng hòa Séc.

## Thông tin bên lề

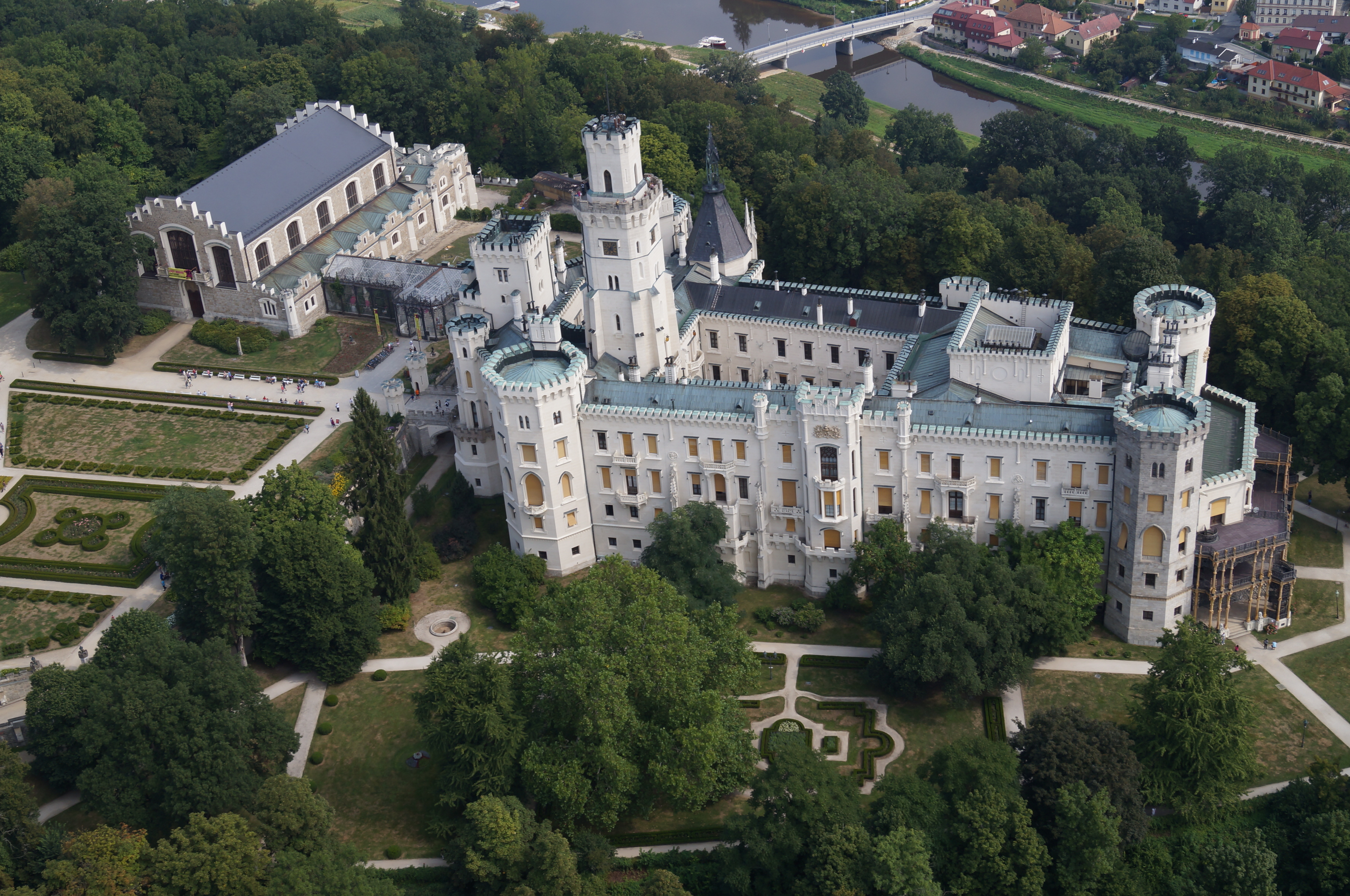
Lâu đài Hluboká nhìn từ trên cao xuống

Hluboká tiền thân là một lâu đài của quốc vương Ottokar II từ nửa sau thế kỷ 13. Sau đó, vào cuối thế kỷ 16, lâu đài được cho xây sửa lại bởi các Lãnh chúa vùng Hradec. Đến thời kỳ sau, phỏng theo lâu đài Windsor, các kiến trúc sư Franz Beer và F. Deworetzky đã thiết kế lại tòa lâu đài theo trường phái Tân Gothic Lãng mạn. Từ năm 1841 đến năm 1871, một khu vườn kiểu Anh rộng 1,9 kilômét vuông đã được xây thêm bao quanh lâu đài. Đến năm 1940, lâu đài Hluboká bị lực lượng Gestapo chiếm đoạt từ hậu duệ của nhà Schwarzenberg, Johann Adolf II. Sau khi Thế chiến II kết thúc, lâu đài đã bị chính phủ Tiệp Khắc tịch thu và giờ đây trở thành một địa danh cho du khách đến tham quan. Từ năm 1956, khu vực vườn mùa đông và trường đua ngựa của lâu đài đã trở thành nơi tổ chức triển lãm phòng tranh Southern Bohemian.

## Văn hóa đại chúng
Lâu đài Hluboká được dùng trong cảnh quay cho bối cảnh giả tưởng Eastern Coven trong phim Underworld: Blood Wars. Cũng chính tại đây, bộ phim hành động Shanghai Knights đã bấm máy quay. Năm 2019, nghệ sĩ solo K-pop, Park Ji-hoon đã phát hành ca khúc L.O.V.E và quay video âm nhac tại tòa lâu đài.